# Guerres de la Revolució Francesa
Les Guerres de la Revolució Francesa foren una sèrie de conflictes bèl·lics, esdevinguts entre 1792 i 1802, en què França s'enfrontà a diferents monarquies europees. Caracteritzades pel fervor revolucionari francès i per importants innovacions militars, aquestes guerres revolucionàries van dur al domini dels Països Baixos, Itàlia i Renània per França. A causa de la pràctica de la lleva forçosa, a les guerres de la França revolucionària, hi va participar un gran nombre de soldats.
Les guerres de la Revolució Francesa foren les de la Primera Coalició (1792-1797) i de la Segona Coalició (1798-1801). Malgrat tot, des de 1793 fins a 1802, la Gran Bretanya va estar contínuament en guerra contra França; aquesta hostilitat franco-britànica va finalitzar amb la signatura del Tractat d'Amiens el 1802.
Les Guerres Napoleòniques (1803-1815) foren una continuació de les guerres de la França revolucionària; per això, en l'àmbit anglosaxó, s'usa l'expressió la Gran Guerra de França la qual engloba les guerres revolucionàries i les napoleòniques.

## Primera Coalició 1792-1798
Fins a 1791, les monarquies europees dubtaven sobre si intervenir contra la Revolució en favor de Lluís XVI o bé mirar d'aprofitar en benefici propi la greu crisi que patia França, una de les principals potències d'Europa. La figura més important en aquest afer fou l'emperador Leopold II, germà de la reina Maria Antonieta, el qual es mostrava cada cop més preocupat per la radicalització progressiva del procés revolucionari francès. El 27 d'agost de 1791, Leopold II i el rei Frederic Guillem II de Prússia, després d'haver consultat nobles francesos emigrats, promulgaren la Declaració de Pilnitz, segons la qual, els monarques europeus es mostraven interessats en la protecció de Lluís XVI i la seva família, i, vagament, s'hi amenaçava amb greus conseqüències si els passava res. Si Leopold II havia concebut la declaració de Pilnitz com una manera de prendre posició però sense haver d'intervenir realment contra els revolucionaris, el cas fou, però, que a França la declaració fou vista com una greu amenaça i com a tal fou denunciada pels dirigents de la Revolució. Per altra banda, a més de les diferències ideològiques, hi havia la qüestió dels dominis imperials a Alsàcia, i l'interès de França de controlar l'acció dels contrarevolucionaris emigrats als Països Baixos Austríacs i en alguns petits principats alemanys.
Finalment, el 20 d'abril de 1792, l'Assemblea Nacional francesa aprovà per majoria declarar la guerra a Àustria, després d'haver escoltat la lectura de tota una llista de greuges presentada pel ministre d'afers estrangers Dumouriez, qui preparà una immediata invasió dels Països Baixos austríacs, on esperava que la població local s'alcés contra el domini austríac. Tanmateix, arran de la Revolució, l'exèrcit s'havia desorganitzat completament, i, en el moment de l'inici de les hostilitats, es produïren desercions en massa.
Mentre el govern revolucionari lluitava frenèticament per reclutar noves tropes i reorganitzar l'exèrcit, es concentrà a Coblença un exèrcit majoritàriament prussià dirigit pel duc de Brunswick. Pel juliol, les forces prussianes van conquerir amb facilitat les fortaleses de Longwy i Verdun sur Meuse. Aleshores, el duc proclamà el Manifest de Brunswick, escrit pel príncep de Condé, dirigent d'un exèrcit contrarevolucionari format per emigrats, en el qual s'hi exposava que el propòsit dels aliats era restablir l'autoritat absoluta de Lluís XVI per la qual cosa tractarien com a rebel qualsevol que se'ls oposés, per la qual cosa el condemnarien a mort segons la llei marcial. Aquest manifest, però, fou una de les principals causes de la revolta de París del 10 d'agost de 1792 que dugué a l'empresonament de la família reial francesa a la Torre del Temple i a la proclamació de la Primera República Francesa.
Les relacions entre Àustria i França s'agreujaren amb l'execució de l'arxiduquessa Maria Antonieta d'Àustria, esposa de Lluís XVI de França, a París. Aviat els austríacs declararen la guerra a França i formaren la Primera Coalició, que uní els exèrcits austríacs, prussians i d'altres estats alemanys contra França. L'avenç de les forces austroprussianes a França quedà deturat el 20 de setembre de 1792 gràcies al triomf dels exèrcits revolucionaris a la batalla de Valmy; a partir d'aleshores, Prússia veient que la campanya estava resultant més llarga i costosa del que s'havia previst, va decidir retirar-se de França. Per altra banda, en altres fronts, els francesos aconseguiren ocupar els territoris piemontesos de Niça i Savoia i formaren la República Lígur. mentre el general Custine va ocupar moltes poblacions a prop del Rin fins a arribar a Frankfurt. Als Països Baixos, Dumouriez derrotà els austríacs a Jemappes el 6 de novembre, cosa que li va permetre ocupar el territori a principis de l'hivern. La Primera Coalició conclogué amb la firma del Tractat de Campo Formio on els francesos obtingueren definitivament Bèlgica, el control sobre gran part de la vall del Rin i la península italiana i la divisió de la República de Venècia entre Àustria i França.
L'execució de Lluís XVI a la guillotina (21 de gener de 1793) va dur Espanya, Nàpols, Províncies Unides i Gran Bretanya a unir-se a la Primera Coalició, amb la qual cosa, França es trobà atacada en totes les seves fronteres.
França va decretar una lleva obligatòria. En un primer moment, els francesos foren forçats a marxar de Bèlgica i van patir greus derrotes a la Catalunya del Nord, com també va haver-hi alçaments contra els govern revolucionari a la Vendée. La progressió espanyola cap a Perpinyà quedà interrompuda quan els espanyols foren aturats a prop de la ciutat, al Serrat d'en Vaquer i a la batalla del Mas del Comte el 17 de juliol, mentre que amb victòria a la batalla del coll de la Perxa, el general Dagobert aconsegueix donar un cert tomb a la guerra, i el 29 d'agost de 1793 conquereix Puigcerdà i immediatament quasi tota la Cerdanya. El 4 de setembre de 1793 venç de nou els espanyols a Montlluís, capturant 14 peces d'artilleria i desallotjant-los de Vilafranca de Conflent i a la batalla de Paretstortes, el 17 de setembre del 1793, de manera que els espanyols es retiraren a posicions més segures acampant a Pontellà, mentre es rebien 5.000 homes de reforç portuguesos.

Revolta de la Vendée

Els camperols, burgesos i aristòcrates reialistes de Vendée es van revoltar per la lleva general, la venda dels béns nacionals i els sermons dels capellans contrarevolucionaris. Els insurrectes venceren a Châtillon-sur-Sèvre i a Vihiers, però foren derrotats a Nantes, La Gravelle, Angers, Le Mans i Savenay. Sotmesos a una repressió sagnant, s'acolliren a l'amnistia termidoriana.
Toló era controlada per republicans i reialistes moderats, però amenaçada per les forces de la Convenció Nacional, que marxaven cap a la ciutat, ancorant al port al juliol. Sense subministraments i dubtant de la seva capacitat per defensar-se, Hood va negociar la rendició del port i de la flota francesa, desembarcant tropes i subministraments per defensar-la del contraatac republicà francès, i va enviar Nelson a portar despatxos a Sardenya i Nàpols, demanant reforços. A mitjans de setembre es van reunir 2.000 homes i va arribar a Toló el 5 d'octubre, on va trobar que un gran exèrcit francès havia ocupat els turons que envoltaven la ciutat i l'estava bombardejant. Hood encara esperava que la ciutat es pogués retenir si arribaven més reforços, i va enviar Nelson a unir-se a l'esquadró de Robert Linzee que operava a Càller, i en el camí, el 22 d'octubre de 1793 va combatre un esquadró francès però superat en nombre es va retirar i va arribar a Càller el 24 d'octubre i amb Linzee a Tunis el 26 d'octubre. A la seva arribada, Nelson va rebre el comandament d'un petit esquadró format per l'Agamèmnon, tres fragates i un balandre, i li va ordenar bloquejar la guarnició francesa a Còrsega. La caiguda de Toló a finals de desembre de 1793 va malmetre la posició britànica a la Mediterrània, perquè Hood no havia aconseguit fer les disposicions adequades per a la retirada i 18 vaixells francesos de línia van caure en mans republicanes. La missió de Nelson a Còrsega va adquirir més importància, per proporcionar als britànics una base naval prop de la costa francesa. Hood va reforçar Nelson amb més vaixells el gener de 1794. El paper de Nelson va ser important en la presa de Còrsega en 1794, on va ser ferit i va perdre parcialment la vista d'un ull, i les posteriors funcions diplomàtiques amb els estats italians. El 8 de març de 1795 va arribar a Hotham la notícia que la flota francesa es dirigia cap a Còrsega i es va proposar interceptar-los combatent el 14 de març a la batalla de Gènova en la que els francesos, derrotats, van abandonar el seu pla d'envair Còrsega i van tornar al port.
Després de la repressió de les revoltes mitjançant el règim del Terror, l'exèrcit francès va poder prendre de nou la iniciativa i el 25 de juliol de 1794 el general Jacques Léonard Muller dirigí les tropes franceses que entraren al País Basc, i la seva ofensiva va desfer del tot la posició defensiva espanyola darrere del Bidasoa i els francesos ocuparen Pasaia, Hondarribia l'1 d'agost, del port de Pasaia i Irun el 2 d'agost, i Sant Sebastià el 3 d'agost amb 1.700 presoners espanyols i 90 canons, a l'espera de l'ordre d'entrada a Catalunya, sent finalment substituït per Jeannot de Moncey, que va intentar infructuosament prendre Navarra. La ciutat de Tolosa va caure davant de Moncey el 9 d'agost. Les tropes espanyoles es van retirar a Lecumberri. Els francesos van causar danys a l'exèrcit espanyol i van guanyar terreny més a prop de la fortalesa de Pamplona. Encara pitjor per als espanyols va ser la pèrdua de dues foneries d'armes i el magatzem de pals de la marina. El novembre de 1794, els espanyols van patir un desastre a la batalla del Roure a Catalunya però un brot mortal de malaltia va aturar les operacions franceses als Pirineus occidentals durant l'hivern de 1794. El juny de 1795, Moncey va llançar un avanç victoriós cap a l'oest, prenent Vitòria i Bilbao. La pau de Basilea el 22 de juliol de 1795 va posar fi a la guerra amb Espanya. Quan la notícia de la pau va arribar al front a l'agost, l'avanç de Moncey va ser a través de l'Ebre, mentre altres forces es disposaven a investir Pamplona.
Els francesos ocuparen Bèlgica i de Renània després de la Batalla de Fleurus, i un cop dominats els Països Baixos austríacs, els francesos s'apoderaren per sorpresa les Set Províncies Unides on hi establiren un estat satèl·lit denominat la República Bàtava. Poc després, Prússia i Espanya signaren amb França la Pau de Basilea (1795) per la qual la vora esquerra del Rin passava a França. A més, també fracassaren els intents de la Gran Bretanya de donar suport a la revolta de la Vendée; així doncs, França quedava lliure del risc d'invasió. Tot i així, a la frontera del Rin, el general Pichegru entrà en negociacions amb els emigrats i, d'aquesta manera, traí el seu exèrcit, per la qual cosa, els francesos hagueren de marxar de Mannheim i fracassà el setge de Mayence per Jourdan.
Els britànics van prendre Còrcega, però la inestabilitat de la política corsa i a finals de 1796, amb la victòria francesa al nord d'Itàlia i la declaració de guerra espanyola a Gran Bretanya després del Tractat de San Ildefonso, el control britànic de Còrsega no era sostenible i les forces britàniques es van retirar de l'illa, que va ser ràpidament capturada una vegada més pels francesos.
Per al 1796, els francesos prepararen un avenç en tres fronts: Jourdan i Moreau al Rin, i Bonaparte a Itàlia. Els tres exèrcits s'havien de trobar al Tirol, des d'on marxarien sobre Viena. Pel setembre, Moureau arribà a Baviera i als límits del Tirol, però Jourdan fou vençut pels austríacs, i els dos exèrcits hagueren de tornar cap al Rin. Per la seva banda, Napoleó havia triomfat a Itàlia, on, havent derrotat les forces sardes i austríaques, s'apoderà de Milà i posà setge a Màntua. A més, el 1796 fou sotmesa la revolta de la Vendée; malgrat tot, va fracassar l'expedició a Irlanda dirigida pel general Hoche, el vencedor de la Vendée.
L'agost de 1796 Espanya va signar el Tractat de San Ildefonso amb la República declarant la guerra a Gran Bretanya. Les forces britàniques a la Mediterrània, que operaven al final de llargues i vulnerables cadenes de subministrament, tenien un gran i poderós enemic a la seva rereguarda. Gibraltar, en particular, estava sota amenaça, i immediatament es va retirar la guarnició britànica de Còrsega per defensar la fortalesa a l'entrada del Mediterrani, i les tropes franceses d'Antoine Gentili van capturar la major part de l'illa amb el suport dels locals, i el desembre de 1796, la flota britànica, ara sota el comandament de Sir John Jervis, es va retirar completament del Mediterrani.
Després que Napoleó hagués aconseguit prendre Màntua i entrar al Tirol i d'una nova invasió d'alemanya per Moreau i Hoche, l'abril de 1797 els austríacs, amenaçats per Napoleó Bonaparte que avançava per la República de Venècia demanen la pau, signada al Tractat de Campo Formio l'octubre, pel qual els Països Baixos austríacs i el bisbat de Lieja van ser annexionats per la República Francesa i reconeixia el control francès de Renània i gran part d'Itàlia; a més, l'antiga República de Venècia quedà dividida entre Àustria i França. A partir d'aleshores, només la Gran Bretanya continuà la guerra contra França.

## La campanya d'Egipte

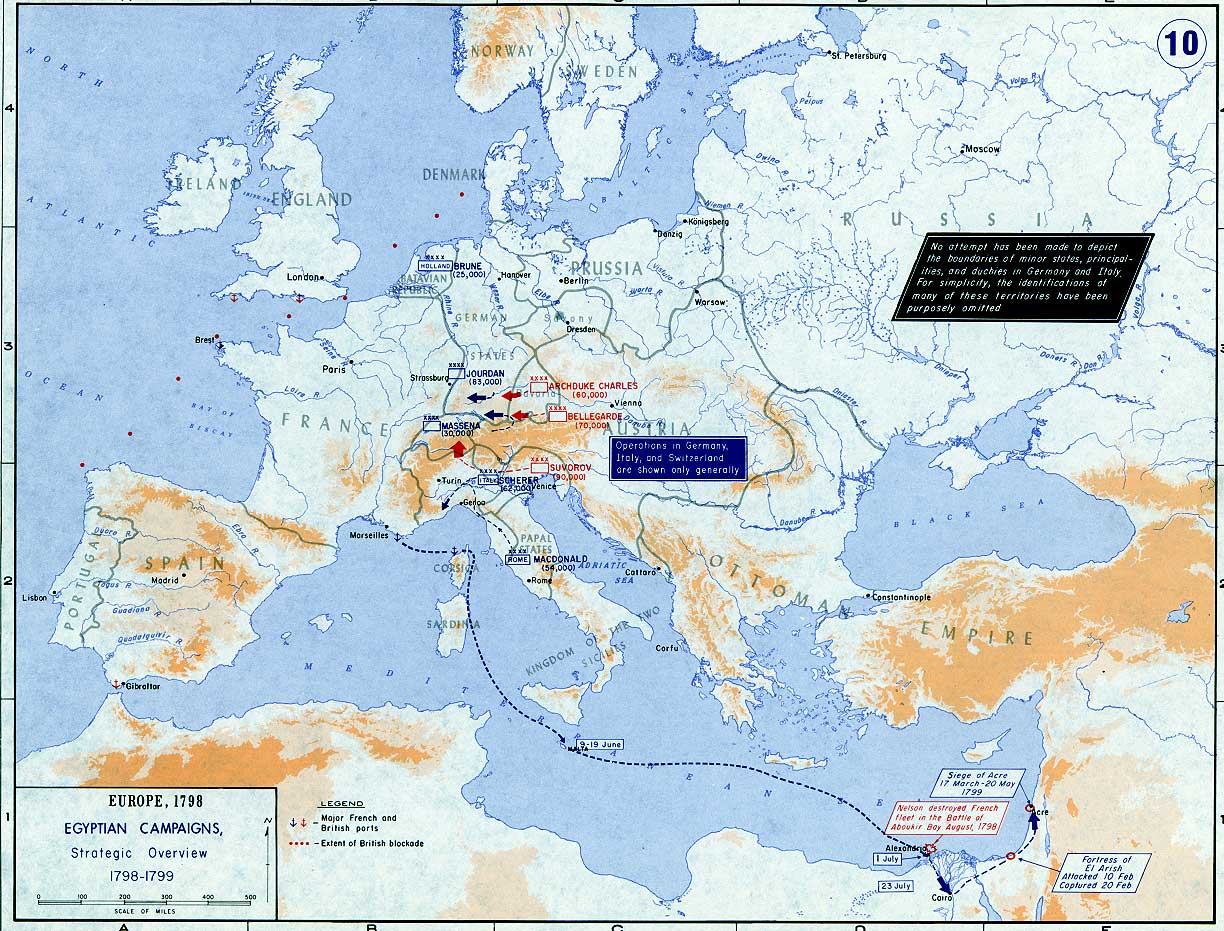
La campanya d'Egipte de 1798

Napoleó Bonaparte es va proposar el 1798 amenaçar la posició britànica en l'Índia mitjançant la invasió i la conquesta francesa d'Egipte. L'expedició era també cultural i va incloure a molts científics, educadors, i especialistes tècnics, car els intel·lectuals francesos havien discutit la viabilitat realitzar un canal entre la Mar Roja i el mediterrani. Napoleó va entrar al port de La Valetta per reabastir les seves naus en camí a Egipte. Un cop fora de perill a l'interior del port va tornar les seves armes contra els seus amfitrions, i el Gran Mestre Ferdinand von Hompesch zu Bolheim va capitular i Napoleó va establir una nova administració i va partir per a Egipte, deixant una guarnició important.
Tres setmanes després d'arribar a Egipte, un estol britànic de 14 naus comandades per Horatio Nelson, que havia estat navegant el mar Mediterrani cercant la flota francesa, finalment va caure sobre les 15 naus franceses que eren utilitzades donar suport la invasió, derrotant-les a la batalla del Nil. La flota britànica havia destruït la flota francesa. De retorn a casa amb les notícies de Nelson, el Leander, capitanejat per Edward Berry va ser capturat pel Généreux, cosa que va endarrerir l'arribada de les notícies triomfants a Gran Bretanya.
L'1 d'agost de 1798, la Royal Navy britànica va ser capaç d'iniciar un bloqueig sobre Malta, assistida per una rebel·lió de la població local. Obligats a replegar-se a La Valletta, els francesos van patir gran escassetat de provisions i malalties, cosa que va afectar greument la moral.
Napoleó, que havia desembarcat amb el seu exèrcit i va acabar la seva conquesta d'Egipte, i va intentar conquerir Síria, però quan la situació política a París va canviar, va abandonar a les seves tropes i va marxar per donar un cop i enderrocar la constitució, assegurant la seva pròpia elecció com Primer Cònsol. La batalla va establir superioritat naval britànica durant la resta de les Guerres Revolucionàries Franceses, i contribuí a la fama cada vegada major de l'almirall Nelson.

## La Segona Coalició 1798-1801

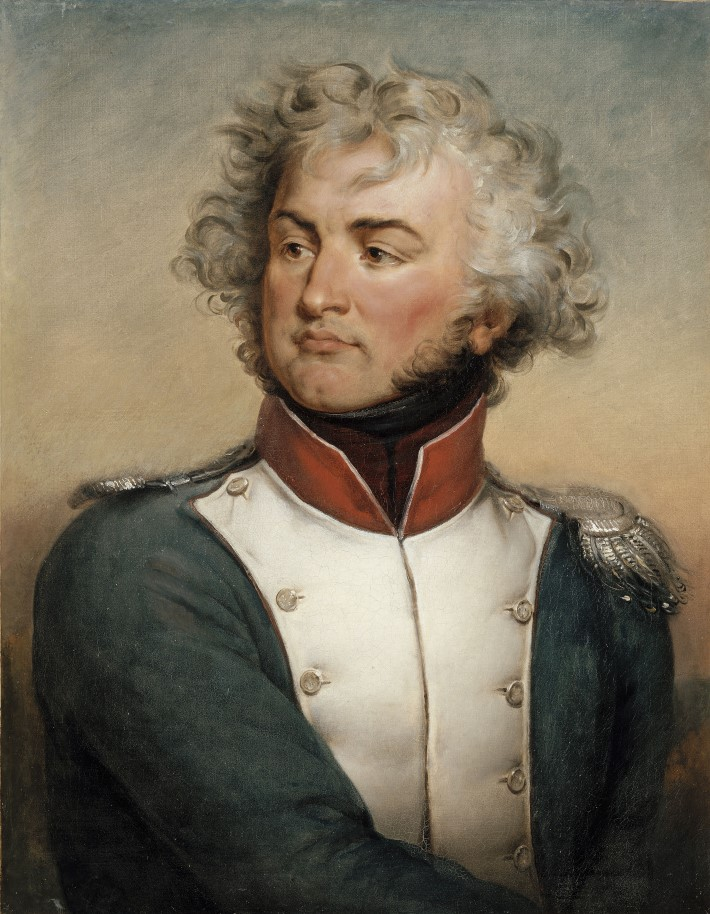
El general Kléber

La guerra de la Segona Coalició (1798-1801), en la que Rússia, el Regne de la Gran Bretanya, Àustria, l'Imperi Otomà, Portugal, Regne de Nàpols i els Estats Pontificis lluitaren contra la Primera República Francesa va ser al principi més efectiva que la primera.
El govern corrupte i dividit de França, sota el Directori francès es trobava en plena agitació, i la República estava trencada (certament, quan l'any 1799 Napoleó va prendre el poder, va trobar només 60.000 francs en el Tresor Nacional). La participació russa va suposar un canvi decisiu sobre la guerra de la Primera Coalició. Les forces russes a Itàlia estaven manades pel notòriament despietat i mai derrotat Alexander Suvorov. La República Francesa no disposava de líders, excepte Lazare Carnot que era el ministre de guerra que havia dut a França a les victòries successives que van seguir a les massives reformes de la primera guerra. A més, Napoleó Bonaparte estava ocupat en una campanya a Egipte, amb l'objectiu d'amenaçar l'Índia britànica. Sense dos dels seus més importants comandants al conflicte anterior, la República va sofrir successives derrotes contra uns enemics revitalitzats, finançats per la corona britànica.
Bonaparte va tornar l'any 1799, deixant la campanya a Egipte a càrrec del seu segon al comandament, el general Kléber, que hi va morir assassinat l'any següent. Va prendre el control del govern francès l'any 1799, derrocant el Directori francès amb l'ajuda de l'ideòleg Joseph Sieyès. L'ofensiva de les forces austríaques al Rin i a Itàlia es va convertir en una amenaça continua per a França, però totes les tropes russes havien estat retirades del front després de la mort de la tsarina Caterina II. Napoleó va reorganitzar la milícia francesa i creà un exèrcit de reservistes per donar suport tant als esforços en el Rin com a Itàlia. En tots els fronts, els avanços francesos van trobar els austríacs amb la guàrdia baixa. En aquell moment l'exèrcit francès comptava només amb 300.000 soldats lluitant contra les forces de la Coalició. A Itàlia la situació era no obstant d'allò més delicada a causa de la pressió d'Àustria. Napoleó es va veure forçat a mobilitzar l'exèrcit de reservistes. Va xocar amb els austríacs a la batalla de Marengo el 14 de juny de 1800 i podria haver perdut la batalla de no ser per la intervenció decisiva del general Louis Charles Antoine Desaix, que va atacar la rereguarda austríaca i la va vèncer. Desaix va morir en la batalla, i Napoleó va commemorar posteriorment el seu coratge construint-li monuments i gravant el seu nom a l'Arc de Triomf. En el riu Rin, en canvi, la batalla decisiva va arribar quan un exèrcit francès de 180.000 homes es va enfrontar a 120.000 soldats austríacs a la batalla de Hohenlinden el 3 de desembre. Àustria va ser vençuda definitivament i va abandonar el conflicte després del Tractat de Lunéville, el febrer de 1801, en el qual acceptava tornar a la situació creada per l'anterior Tractat de Campo Formio.

Napoleó coronant-se Emperador, a la Catedral de Notre-Dame de París, davant de la mirada del Papa de Roma, obra de Jacques-Louis David

A partir d'aquell moment el major problema pendent de Napoleó Bonaparte era el Regne Unit de la Gran Bretanya i Irlanda, que exercia una influència desestabilitzadora a les potències continentals. Els britànics havien propiciat la Segona Coalició mitjançant l'aportació dels diners per garantir el seu finançament. Napoleó estava convençut que sense una derrota britànica o un tractat amb el Regne Unit de la Gran Bretanya i Irlanda no podria aconseguir una veritable pau. L'exèrcit britànic era una amenaça relativament petita per a França, però l'Armada Reial Britànica era una contínua amenaça per a la flota francesa i per a les colònies franceses a les illes del Carib. A més, els fons anglesos eren suficients per unir les grans potències del continent contra França, ja que malgrat les nombroses derrotes l'exèrcit austríac encara era un perill potencial per a la França Napoleònica.
El 1802, els britànics signaren el Tractat d'Amiens pel qual reconeixien les conquestes franceses, i així va començar el més llarg període de pau entre França i Gran Bretanya durant tota l'època de 1792-1815. El Tractat d'Amiens és considerat per molts historiadors com el fet que separa les guerres revolucionàries de les Guerres Napoleòniques. El tractat va durar només un any perquè havia deixat sense solució alguns aspectes importants per mantenir la pau, i en no tenir participació otomana, Selim III va signar un tractat per separat amb França el 25 de juny de 1802, que restablia els privilegis francesos a l'imperi anteriors a la guerra.